# NGC 5269
NGC 5269 (другое обозначение — ESO 97-SC4) — рассеянное скопление в созвездии Центавр.
Этот объект входит в число перечисленных в оригинальной редакции «Нового общего каталога».